# 林澄枝
林澄枝（1939年2月17日—），臺灣政治人物，高雄市橋頭區人，前副總統謝東閔長媳，是中國國民黨史上首位女性副主席（2000年－2006年）。曾任行政院文化建設委員會主委、實踐大學副校長，現任中華民國婦女聯合會常委。廿三歲時嫁給前中華民國副總統謝東閔的兒子謝孟雄。三十九歲時擔任謝東閔創辦的實踐家政專科學校校長，是當時台灣最年輕的大專女校長。1989年，50歲的林澄枝得到中國國民黨中央委員會的賞識，由學術界步入政壇，曾出任出任中國國民黨中央委員會婦女工作會副主任（1989年－1993年）主任（1993年－1996年）、行政院文化建設委員會主任委員（1996年－2000年）、實踐大學副校長、中國國民黨副主席（2000年－2006年）、中華民國總統府資政等職。

## 家世
林澄枝為高雄市橋頭區仕隆人，出身橋頭世家林氏，祖父林溫如於十六歲時中舉秀才，清朝朝廷賜與其「下馬碑」榮譽。父林東淦早年留學日本，為早稻田大學桌球校隊主將，後任教職擔任高雄高商校長廿六年。母葉鏡月熟讀四書五經。林澄枝為三女，幼名「嫣嫣」，上有兩姐；長姐郭林欣欣為臺南市私立郭綜合醫院總裁郭國銓夫人、二姐林喜喜為新北市汐止區私立長安綜合醫院院長蘇柳田夫人。
林澄枝與夫謝孟雄育有四女，分別為長女謝文宜、次女謝文安、三女謝文心、四女謝文珊。